# Agosto morsica
Agosto morsica è un singolo del duo musicale italiano Coma_Cose, pubblicato il 5 maggio 2023.

## Promozione
Il duo si è esibito con il brano in anteprima durante il Concerto del Primo Maggio del 2023.
Il brano è stato inserito da Recensiamo Musica tra le 100 canzoni indie più belle del 2023.

## Video musicale
Il video musicale del brano, diretto Fausto Lama e girato a Riccione, è stato pubblicato contestualmente all'uscita del singolo sul canale YouTube dei Coma Cose.

## Tracce
Testi di Fausto Zanardelli e Francesca Mesiano, musiche di Fausto Zanardelli, Fabio Dalè e Carlo Frigerio.
1. Agosto morsica – 3:21

## Classifiche
| Classifica (2023)     | Posizione massima |
| --------------------- | ----------------- |
| Italia (indipendenti) | 14                |